# صدام حسین
صَدّام حُسین عبدالمجید تِکریتی (عربی: صدام حسين عبد المجيد التكريتي؛ ۲۸ آوریل ۱۹۳۷ – ۳۰ دسامبر ۲۰۰۶) سیاستمدار و انقلابی عراقی بود که از سال ۱۹۷۹ تا زمان سرنگونی‌اش در سال ۲۰۰۳، طی حمله آمریکا به عراق، به عنوان پنجمین رئیس‌جمهور عراق خدمت کرد. او پیش از آن از سال ۱۹۶۸ تا ۱۹۷۹ معاون رئیس‌جمهور و همچنین از سال ۱۹۷۹ تا ۱۹۹۱ و مجدداً از سال ۱۹۹۴ تا ۲۰۰۳ نخست‌وزیر بود. او که یکی از اعضای برجسته حزب سوسیالیست بعث عربی بود، به بعثیسم، ترکیبی از ملی‌گرایی عربی و سوسیالیسم عربی، اعتقاد داشت. سیاست‌ها و ایده‌های سیاسی او در مجموع با عنوان صدامیسم شناخته می‌شوند.
صدام در نزدیکی شهر تکریت و در خانواده‌ای عرب سنی‌مذهب به دنیا آمد و در سال ۱۹۵۷ به حزب انقلابی بعث پیوست. او نقش کلیدی در انقلاب ۱۷ ژوئیه ایفا کرد که بعثی‌ها را به قدرت رساند و او را در دوران احمد حسن البکر به معاونت رئیس‌جمهور منصوب کرد. در دوران تصدی معاونت رئیس‌جمهوری، صدام شرکت نفت عراق را ملی کرد، به تنوع‌بخشی اقتصاد پرداخت، مراقبت‌های بهداشتی و آموزشی رایگان را معرفی نمود و از حقوق زنان حمایت کرد. صدام همچنین تلاش کرد تا تنش‌ها میان گروه‌های مذهبی و قومی عراق را کاهش دهد. او ریاست جنگ دوم کردها و عراق را بر عهده داشت که طی آن شورش کردها را سرکوب کرد و در سال ۱۹۷۵ پیمان الجزایر را با ایران امضا کرد که اختلافات مرزی در مرز ایران–عراق را حل و فصل کرد. پس از استعفای البکر در سال ۱۹۷۹، صدام رسماً قدرت را به دست گرفت. در دوران ریاست‌جمهوری او، مناصب قدرتمند در کشور عمدتاً توسط عرب‌های سنی پر می‌شدند، اقلیتی که تنها حدود یک‌پنجم جمعیت عراق را تشکیل می‌دادند.
صدام پس از به قدرت رسیدن به عنوان رئیس‌جمهور در سال ۱۹۷۹، به پاکسازی رقبای درون حزبش پرداخت. در سال ۱۹۸۰، او دستور تهاجم به ایران را صادر کرد، ظاهراً برای تصرف استان عرب‌نشین خوزستان و پایان دادن به تلاش‌های ایران برای صدور انقلاب اسلامی‌اش به جهان عرب. در سال ۱۹۸۸، هنگامی که جنگ با ایران با بن‌بست به پایان رسید، او عملیات انفال را علیه شورشیان کرد که با ایران متحد شده بودند، آغاز کرد. بعدها، او کویت، متحد سابق خود، را به حفاری جهت‌دار از میدان‌های نفتی عراق متهم کرد و در سال ۱۹۹۰ به این کشور حمله کرد. این امر نهایتاً به جنگ خلیج فارس در سال ۱۹۹۱ منجر شد که با شکست عراق از ائتلاف به رهبری ایالات متحده به پایان رسید. پس از جنگ، نیروهای صدام خیزش‌های سال ۱۹۹۱ عراق را که توسط کردها و شیعیان در پی تغییر رژیم آغاز شده بود، سرکوب کردند، و همچنین خیزش‌های دیگری در سال ۱۹۹۹ را نیز از بین بردند. پس از تثبیت مجدد قدرت، صدام دستور کار اسلامی را برای عراق از طریق کمپین ایمان دنبال کرد. در سال ۲۰۰۳، ائتلافی به رهبری آمریکا به عراق حمله کرد و صدام را به دروغ به توسعه سلاح‌های کشتار جمعی و ارتباط با القاعده متهم کرد. نیروهای ائتلاف رژیم صدام را سرنگون کرده و او را دستگیر کردند. در طول محاکمه‌اش، صدام توسط محکمه عالی عراق به جنایت علیه بشریت محکوم و به اعدام با چوبه دار محکوم شد. او در ۳۰ دسامبر ۲۰۰۶ اعدام شد.
صدام شخصیتی بحث‌برانگیز و دوقطبی بود که به مدت ۳۵ سال بر سیاست عراق تسلط داشت و موضوع کیش شخصیت بود. بسیاری از عرب‌ها صدام را رهبری قاطع می‌دانستند که امپریالیسم غربی را به چالش کشید، با اشغال فلسطین توسط اسرائیل مخالفت کرد و در برابر مداخله خارجی در منطقه ایستادگی کرد. در مقابل، بسیاری از عراقی‌ها، به ویژه شیعیان و کردها، او را تایرنتی می‌دانستند که مسئول اقدامات سرکوبگرانه، کشتار جمعی و سایر بی‌عدالتی‌ها بود. دیده‌بان حقوق بشر تخمین زده است که رژیم صدام مسئول قتل یا ناپدید شدن ۲۵۰,۰۰۰ تا ۲۹۰,۰۰۰ عراقی بوده است. دولت صدام توسط چندین تحلیلگر اقتدارگرا و تمامیت‌خواه و توسط برخی فاشیست توصیف شده است، اگرچه کاربرد این برچسب‌ها مورد مناقشه قرار گرفته است.

## اوایل زندگی

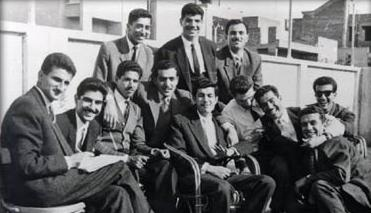
صدام در جمع دانشجویان عضو حزب بعث، قاهره، ۱۹۵۹–۶۳

صدام حسین در سال ۱۹۳۷ در روستای العوجه تکریت در کشور عراق و در خانواده‌ای چوپان به دنیا آمد. مادرش او را «صَدّامْ» نام نهاد که در عربی به معنای فردی که بسیار «صَدَمه یا آسیب» می‌رساند است. در مورد اینکه چه کسی پدرش است اختلاف نظر است اما به‌گفته مادرش، او هیچ‌گاه پدر خود «حسین المجید» را که پنج ماه پیش از تولدش ناپدید شده یا درگذشته بود، ندید. کمی بعد از ناپدید شدن پدرش، برادر دوازده ساله‌اش بر اثر بیماری سرطان درگذشت و مادر صدام را در آخرین ماه‌های حاملگی در اندوه فرو برد. او تلاش کرد جنین خود را سقط کرده و خود را بُکشد. پس از تولد صدام از نگهداری وی سر باز زد. صدام تا سه سالگی در خانوادهٔ دایی خود، خیرالله طلفاح زندگی کرد. مادرش، صبحه طلفاح المسلط بار دیگر ازدواج کرد و صدام دارای سه برادر ناتنی شد. شوهر دوم صبحه، «حسن الابراهیم» نام داشت. «المجیدها» [خاندان شوهر اول صبحه] شهرت بدی داشتند، اما «الابراهیم‌ها» [خاندان شوهر دوم صبحه] خیلی بدتر بودند. المجیدها به‌اندازهٔ کافی بد بودند؛ آن‌ها عموماً دزد و خلافکار بودند. اما الابراهیم‌ها از همه پایین‌تر و پست‌تر بودند. همهٔ اهالی «العوجه» از الابراهیم‌ها نفرت داشتند. خودِ «حسن الابراهیم» دهقان فقیر و تنبلی بود که همیشه از زیر کار درمی‌رفت. او به زندگی نگرشی عاری از مسئولیت داشت. بی‌قید و لاابالی بود. هیچ شغل مشخصی نداشت. فقط برای دورهٔ کوتاهی دربان مدرسه‌ای در تکریت بود. پس از بازگشت صدام نزد مادر، ناپدری‌اش رفتار خشنی با او داشت و او را اذیت می‌کرد. با مطالعهٔ زندگینامه‌های رسمی صدام، می‌توان به نوع نگاه خود او دربارهٔ کودکی‌اش پی برد. در این زندگینامه‌ها به‌ندرت نامی از حسن آورده شده است. شوهر دوم صبحه، مثل شوهر اولش، هیچ جایی در زندگینامه‌های رسمی صدام حسین ندارد. فقط یک بار نامی از حسن آورده شده که آن هم مربوط به این ادعای صدام است که پدرخوانده‌اش صبح‌های زود او را با فریادِ «یا الله پاشو حرام‌زاده، برو به گوسفندها برس» بیدار می‌کرده است. در ده سالگی از تکریت فرار کرده و به بغداد رفت تا با عمویش - حسن عبدالمجید - که یک سُنی متعصب بود زندگی کند. بستگان تکریتی وی که اکثراً چوپان بودند، بعدها تأثیرگذارترین و پرنفوذترین مشاوران و حامیان او شدند. بنابر اظهارات خود صدام، او چیزهای زیادی از عمویش یادگرفت، به ویژه اینکه هیچ‌گاه از دشمنانش نترسد حتی اگر تعداد و امکانات آن‌ها بسیار بیشتر از امکانات او باشد. او با راهنمایی عمویش به یک دبیرستان ملی‌گرا رفت. در سال ۱۳۳۶ (۱۹۵۷ میلادی) و در ۲۰ سالگی به حزب انقلابی و پان‌عربی بعث که عمویش هم از طرفداران آن بود پیوست.
وی در نوجوانی عاشق پرنده‌ها بود. احساسات انقلابی از بارزترین شاخصه‌های آن دوره در عراق و تمام خاورمیانه بود. طبقهٔ مستبد عراق (شامل سلطنت‌طلبان محافظه‌کاران، خانواده‌های مشهور و بازرگانان) در حال فروپاشی بودند. به‌علاوه، ملی‌گرایی عربی و مردمی جمال عبدالناصر در مصر، تأثیر ژرفی بر این بعثی جوان (حتی تا پایان عمر) گذاشت. ظهور ناصر پیش‌درآمد موج انقلاب‌هایی بود که در دهه‌های ۱۹۵۰ و ۶۰ میلادی در خاورمیانه رخ دادند و باعث سقوط نظام‌های سلطنتی کشورهای عراق، مصر و لیبی و یمن شدند. ناصر با انگلیس و فرانسه درافتاد و کانال سوئز را ملی اعلام کرد و تلاش کرد مصر را مدرنیزه و دنیای عرب را از نظر سیاسی با هم متحد سازد.

## زندگی شخصی صدام

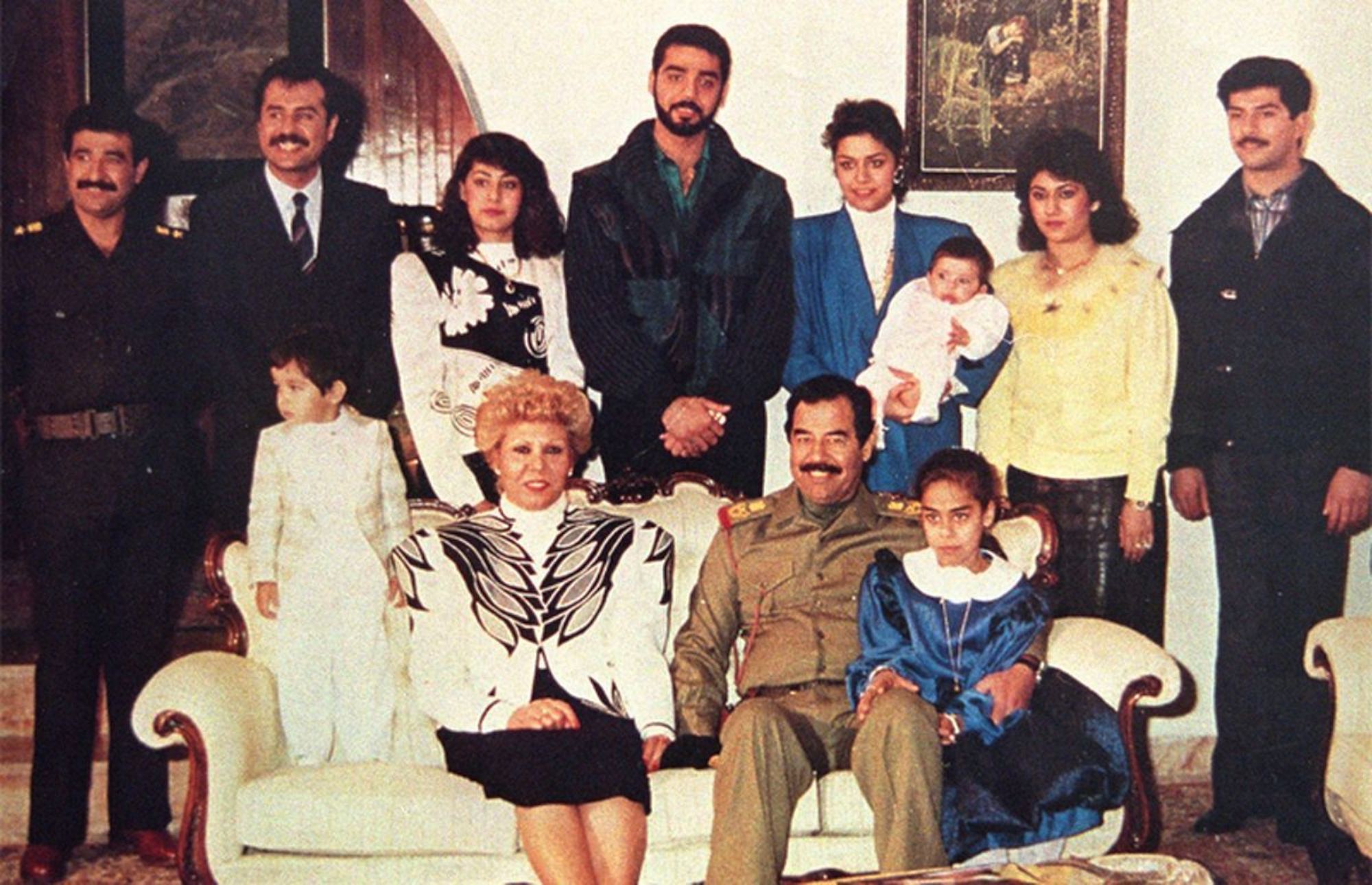
بالا از چپ: حسین کمال، صدام کمال، رنا، عدی، رغد، سحر ماهر عبدالرشید، قصی، پایین: حلا، صدام حسین و ساجده طلفاح، اواخر دهه ۱۹۸۰

صدام سه بار ازدواج کرد. نخستین بار وی در سال ۱۹۶۳ با ساجده طلفاح دختر دایی بزرگش که یک معلم بود ازدواج کرد. نتیجهٔ این ازدواج با دختر خیرالله طلفاح، دایی و قائم‌مقام صدام، دو پسر به نام‌های «عدی حسین» و «قصی حسین» و سه دختر به نام‌های «رنا حسین»، «رغد حسین» و «حلا حسین» بود. ساجده در اوایل سال ۱۹۹۷ به همراه رنا و رغد به گمان دست داشتن در ترور عدی در تاریخ ۱۲ دسامبر ۱۹۹۶ در خانه تحت نظر قرار گرفتند. این‌طور گفته می‌شود که ژنرال عدنان خیرالله برادر ساجده و دوست ایام کودکی صدام، به دلیل رشد محبوبیت بین مردم کشته شد.
صدام همچنین دو بار دیگر ازدواج کرد. او سمیره شهبندر را در سال ۱۹۸۶ و پس از طلاق اجباری از شوهرش به عقد خود درآورد. (گفته می‌شود که سمیره همسر مورد علاقهٔ وی بوده است). همسر سوم وی ندال الحمدانی مدیرکل مرکز تحقیقات انرژی خورشیدی در شورای تحقیقات علمی عراق بود که مانند سمیره مجبور به ترک شوهرش شده بود. ظاهراً هیچ مسئلهٔ سیاسی پشت دو ازدواج آخر وی وجود نداشته است. صدام از سمیره دارای یک پسر به نام علی حسین عبدالمجید شد.
در اوت ۱۹۹۵ رنا و همسرش حسین کامل المجید به همراه رغد و همسرش صدام کامل المجید با فرزندانشان به اردن فرار کردند. اما هنگامی که صدام قول داد در صورت بازگشت هیچ آسیبی به آن‌ها نمی‌رساند به عراق بازگشتند. برادران المجید درست سه روز پس از بازگشت به عراق در فوریه ۱۹۹۶ کشته شدند.
حلا، دختر دیگر صدام با جمال مصطفی رئیس دفتر امور طوایف عراق ازدواج کرد. او در آن زمان هیچ فعالیت سیاسی نداشت. پسرعموی دیگر صدام به نام علی حسن المجید که به علی شیمیایی (علی الکیماوی) مشهور است به جرم فرمان استفاده از گاز سمی در سال ۱۹۸۸ در تاریخ ۲۵ ژانویه ۲۰۱۰ به دار آویخته شد. عدی و قصی در ژوئیه ۲۰۰۳ طی عملیاتی توسط نیروهای آمریکایی کشته شدند.
رنا و رغد در اوت ۲۰۰۳ به همراه تمامی نُه فرزندشان به اردن پناهنده شدند. آن‌ها در همین ماه با سی‌ان‌ان و شبکهٔ ماهواره‌ای العربیه مصاحبه کردند. هنگامی که مجری سی‌ان‌ان از رغد دربارهٔ پدرش پرسید، او پاسخ داد: «او پدر خیلی خوبی بود. دوست داشتنی بود و قلب بزرگی داشت.» مجری از او خواست که اگر بخواهد می‌تواند پیغامی به پدرش بدهد. او نیز گفت: «دوستت دارم و دلم برایت تنگ شده.» خواهرش رنا نیز گفت: «او خیلی احساساتی بود و نسبت به همهٔ ما مهربان بود.»

## ارتقاء در حزب بعث
یک سال پس از ورود صدام به حزب بعث، افسران ارتش به رهبری ژنرال عبدالکریم قاسم توانستند فیصل دوم را از سلطنت عراق براندازند. بعثی‌ها با دولت جدید مخالفت کرده و در سال (۱۹۵۹) نخست‌وزیر عبدالکریم قاسم را در عملیاتی که صدام ۲۲ ساله هم در آن شرکت داشت ترور کردند که ناموفق بود. یک تیر به پای صدام خورد ولی توانست به سوریه بگریزد، از سوریه هم به مصر رفت. او را هنگامی که در عراق حضور نداشت به مرگ محکوم کردند. صدام در مصر به دانشکدهٔ حقوق دانشگاه قاهره رفت.
افسران ارتش که برخی از آن‌ها جزو حزب بعث بودند طی کودتایی در سال ۱۹۶۳ میلادی علیه عبدالکریم قاسم، قدرت را به دست گرفتند. با این‌حال تفرقهٔ زیادی که بین آن‌ها وجود داشت، اجازه نداد که این دولت بیش از هفت الی هشت ماه دوام بیاورد. صدام به عراق بازگشت ولی هنگامی که گروه ضدبعثی که عبدالرحمان عارف ریاست آن را بر عهده داشت قدرت را در اختیار گرفت، صدام را در سال ۱۹۶۴ به زندان انداختند، او در سال ۱۹۶۷ از زندان فرار کرد و تبدیل به یکی از بزرگ‌ترین رهبران حزب شد. بنابر گفته‌های بسیاری از زندگینامه‌نگاران، صدام هیچ‌گاه بحران‌های درون دولت اول بعثی را فراموش نکرد. در همین راستا بود که هم‌زمان دست به کارهای ظالمانه‌ای زد تا میزان وحدت درون حزبی به شدت افزایش یافته و قدرت در اختیارش باقی بماند و ثبات اجتماعی برقرار باشد.
در ۱۹۶۸ بود که کودتای دوم عراق باعث شد تا حزب بعث به سرکردگی ژنرال احمد حسن البکر که اهل تکریت و باصطلاح دایی صدام بود به قدرت برسد. صدام ۳۱ ساله به‌عنوان معاون رئیس‌جمهور تقریباً همه‌کاره عراق شد.

## تحکیم قدرت
صدام در سال ۱۹۷۶ به درجهٔ ژنرالی نیروهای مسلح عراق رسید. او به سرعت در حال تبدیل شدن به مرد شماره یک دولت بود. صدام پیش از این‌که در سال ۱۹۷۹ به‌طور رسمی قدرت را به دست بگیرد، عملاً رهبر عراق شده بود. او کم‌کم شروع به تحکیم قدرت خود بر دولت عراق و حزب بعث کرد. ارتباطات اعضای حزب با دقت کنترل می‌گردید و حلقهٔ حمایت از صدام در حزب بعث قوی‌تر می‌شد.
پس از آن‌که احمد حسن البکر، رئیس‌جمهور پیر و ضعیف عراق به تدریج توانایی رسیدگی به امور دفتری خویش را از دست داد، نقش صدام به عنوان چهرهٔ دولت عراق در داخل و خارج از کشور پررنگ‌تر گردید. او به زودی معمار سیاست خارجی عراق شد و در تمامی جلسه‌ها و دیدارهای دیپلماتیک به عنوان نمایندهٔ ملت عراق حاضر می‌شد. صدام در اواخر دههٔ ۱۹۷۰، عملاً رهبر بلامنازع عراق شده بود.

### تحکیم اقتدار و توسعه اقتصادی و نوسازی زیرساخت عراق توسط صدام
صدام در حالی قدرت را به دست گرفت که ملت عراق در میان بحران‌های عمیقی گرفتار شده بودند. عراق بسیار پیش‌تر از صدام، بین گروه‌های اجتماعی، قومی، مذهبی و اقتصادی-اجتماعی تقسیم شده بود. سنی دربرابر شیعه، عرب علیه کرد، رئیس قبیله در مقابل بازرگان شهری و کوچ‌نشین ضد روستایی. ثبات قدرت در کشوری که توسط چند دستگی‌ها و درگیری‌های سیاسی به هم ریخته بود، نیازمند پیشبرد استانداردهای زندگی بود.
صدام با جدیت، نوسازی اقتصاد عراق را به همراه تشکیل یک دستگاه امنیتی قدرتمند برای جلوگیری از بروز کودتا در ساختار قدرت و جلوگیری از شورش‌های مردمی پیگیری می‌کرد. او که همیشه به دنبال گسترش محبوبیت خود بین عناصر جامعهٔ عراق و بسیج قشر توده به پشتیبانی از خویش بود، به دقت روی برنامه‌های توسعه و رفاه اجتماعی نظارت می‌کرد.
در مرکز این استراتژی، نفت عراق واقع شده بود. صدام حسین در تاریخ ۱۱ خرداد ۱۳۵۱ (۱ ژوئن ۱۹۷۲) فرایند سلب مالکیت شرکت‌های نفتی غربی را که امتیاز انحصاری نفت عراق را در اختیار داشتند آغاز کرد. یک سال بعد بهای نفت در بازارهای جهانی بر اثر شوک نفتی سال ۱۳۵۲ (۱۹۷۳) به شدت افزایش یافت و صدام توانست از رهگذر سود بالای نفت، مقاصد جاه‌طلبانهٔ خویش را با شدت بیشتری دنبال کند.
در خلال چند سال پس از آن، دولت عراق شروع به ارائهٔ خدماتی به مردم کرد که تا پیش از آن در دیگر کشورهای خاورمیانه سابقه نداشتند. صدام طرح «نهضت ملی سوادآموزی» و «آموزش اجباری رایگان» را راه‌اندازی کرده و نظارت می‌کرد. تحت حمایت او بود که دولت آموزش رایگان همگانی تا آخرین درجهٔ آموزشی را تشکیل داد؛ ظرف چند سال بعد هزاران نفر توانستند خواندن و نوشتن را یاد بگیرند. دولت همچنین شروع به حمایت مالی از خانواده‌های سربازان کرده، درمان عمومی را رایگان ساخته و به کشاورزان وام بلاعوض می‌داد. با این کار عراق توانست یکی از بهترین سیستم‌های بهداشت عمومی در خاورمیانه را به وجود آورد. همین امر باعث شد تا سازمان علمی فرهنگی آموزشی ملل متحد (یونسکو)، جایزه‌ای به صدام اعطا کند.
صدام به منظور ایجاد تنوع در اقتصاد تک محصولی و متکی به نفت، طرح ملی تقویت زیربنای اقتصادی عراق را آغاز کرده و از آن پشتیبانی می‌کرد. این طرح باعث پیشرفت زیادی در ساخت جاده‌ها، ارتقای صنعت معدن و توسعهٔ صنایع غیرنفتی شد. همچنین این طرح باعث انقلاب قابل توجهی در صنایع تولید انرژی گردید. تقریباً تمامی شهرهای عراق از جمله روستاها و نواحی دورافتاده دارای برق شدند.
پیش از دههٔ ۱۹۷۰، بیشینهٔ جمعیت عراق در روستاها زندگی می‌کردند و کشاورزان تقریباً دو سوم کل جمعیت به حساب می‌آمدند. این رقم در دههٔ ۱۹۷۰ به‌شدت کاهش یافت. دلیل آن، اسکان مردم در شهرها و صنعتی‌سازی‌ای بود که صدام از طریق تزریق پول نفت، آن را به جلو می‌راند.
با این حال صدام در مناطق روستایی به شدت بر ایجاد حس وفاداری به حزب بعث می‌کوشید. او پس از ملی‌سازی صنعت نفت، شروع به نوسازی و پیشرفت مناطق روستایی، ماشینی کردن کشاورزی در مقیاسی وسیع و توزیع زمین بین کشاورزان کرد. او تصرفات زمین داران بزرگ را گرفت و به کشاورزان روستایی بخشید. بعثی‌ها چندین شرکت تعاونی تأسیس کردند که سودهای به‌دست آمده را بنابر میزان کار روستائیان بین آن‌ها تقسیم می‌کردند و بقیه را صرف تربیت بی‌تجربه‌ها می‌ساختند. تعهد دولت عراق بر اصلاحات ارضی، خود را در دو برابر شدن هزینه‌های توسعهٔ کشاورزی در سال ۱۳۵۴–۱۳۵۳ (۱۹۷۵–۱۹۷۴) نشان داد. اصلاحات ارضی همچنین باعث پیشرفت استانداردهای زندگی لشکر بزرگ دهقانان و رشد تولید شد. البته این میزان هنوز به اندازهٔ دلخواه صدام نرسیده بود.
صدام توانست با تکیه بر نقش اجرایی (گاهی تا حد مدیریت جزئی)، خود را پیش‌برندهٔ برنامه‌های توسعهٔ اقتصادی و رفاهی حزب بعث نشان دهد و بدین‌گونه محبوبیت خود را در قشرهای مختلف عراق بالا ببرد. او با دنبال‌کردن تاکتیک‌های «هویج و چماق» و گسترش خدمات دولتی توانست بنیان حمایتی مستحکمی بین طبقهٔ کارگر و کشاورز و داخل حزب و ادارات دولتی برای خود ایجاد کند.
مهارت تشکیلاتی بی‌رحمانهٔ صدام در پیشرفت سریع عراق در دههٔ ۱۹۷۰ به بار نشست؛ پیشرفت عراق با چنان سرعتی جلو می‌رفت که دو میلیون نفر از دیگر کشورهای عربی و یوگسلاوی در عراق کار می‌کردند تا نیاز به کارگران در عراق تأمین شود. عراق در دهه ۱۹۸۰ خصوصی‌سازی را نیز تجربه، و سعی کرد اقتصاد بازار آزاد را تا حدودی تجربه کند ولی این امر با شروع جنگ اول خلیج‌فارس متوقف شد. در سال ۱۹۸۷ دولت برخی از اصلاحات اقتصادی را به منظور افزایش انعطاف‌پذیری و بازارمداری اقتصاد در پیش گرفت. نظارت بر قیمت مواد اولیه را حذف کرد و بسیاری از بخشهای اقتصاد را چه به صورت فروش مستقیم داراییها به سرمایه‌گذاران بومی (در قالب بازار سهام) و چه به صورت اجاره بلندمدت داراییهای دولتی، خصوصی‌سازی کرد. مهم‌ترین نمونه آشکار آن، خطوط هوایی عراق بود که قسمت عمده این شرکت به عموم فروخته شد. دولت همچنین پرداخت یارانه‌های دولتی را به بنگاه‌ها قطع کرد تا به بخش کشاورزی کمک کند. قانون کار، که اشتغال کارگران را تضمین می‌کرد و دست کارفرماها را بسته بود، کنار گذاشته شد و بسیاری از مدیران یقه سفید بنگاه‌های دولتی از کار برکنار شدند. دولت، محدودیتهای سرمایه‌گذاری مستقیم را کاست و مالکیت محدود خارجیان و سرمایه‌گذاری در پروژه‌ها را امکانپذیر کرد. این اصلاحات موجب شد که دولتهای غربی به عراق وام بیشتری پرداخت کنند تا در پروژه‌های توسعه به کار گیرد. در دهه ۱۹۸۰ نیز شوروی سابق و دیگر کشورهای بلوک شرق در پروژه‌های متعددی مشارکت کردند از جمله صنایع فولاد و کارخانه تولید تجهیزات الکتریکی در بغداد، تراکتورسازی در مصیب و کارخانه فرآورده‌های دارویی در سامرا و کشور رومانی کارخانه ساخت سیمان ایجاد کرد. عراق در راستای کاهش وابستگی اقتصاد به نفت درصدد برآمد که صنایع معدنی را گسترش دهد. در سال ۱۹۷۲ کارخانه ساخت سولفور را در شمال عراق و نزدیکی شهر موصل راه‌اندازی کرد. در طی این دوره مجتمع‌های صنایع سنگین، مجتمع پتروشیمی بصره، کارخانجات آهن و فولاد در خورالزبیر، ۳ تولید سولفور و فسفات و صنایع کود شیمیایی ایجاد و گسترش یافت.

صدام در لباس وظیفه

### جانشینی و پاکسازی
رئیس‌جمهور احمد حسن البکر در سال ۱۳۵۸ (۱۹۷۹) معاهداتی با سوریه (که تحت حاکمیت بعثی‌های آن کشور بود) امضا کرد که طبق آن‌ها هر دو کشور با هم متحد می‌شدند. بنابر معاهده‌ها، حافظ اسد رئیس‌جمهور وقت سوریه قائم‌مقام اتحادیه می‌شد. با این وضع مقام صدام در خطر می‌افتاد؛ ولی پیش از اینکه چنین اتفاقی بیفتد، به وسیله یک کودتای نرم و بدون خشونت در رده‌های بالای دولت، رئیس‌جمهور البکر در تاریخ ۲۵ تیر ۱۳۵۸ (۱۶ ژوئیه ۱۹۷۹) مجبور به استعفا شد و به این ترتیب صدام به‌طور رسمی رئیس‌جمهور عراق گردید.
صدام چندی بعد در تاریخ ۳۱ تیر ۱۳۵۸ (۲۲ ژوئیه ۱۹۷۹) دستور به برگزاری گردهمایی مجمع رهبران حزب بعث داد. او در این مراسم که بنابر سفارش وی فیلمبرداری هم می‌شد، نام چند تن از اعضا را که به زعم وی جاسوس و خیانتکار به‌شمار می‌آمدند خواند و به آن‌ها دستور داد بیرون بروند. این اعضا که برچسب «خائن» به آن‌ها زده شد، از جلسه بیرون برده شدند تا در مقابل جوخه‌ی آتش، تیرباران شوند. پس از اینکه فهرست به پایان رسید، صدام به همهٔ کسانی که هنوز در جلسه حضور داشتند به خاطر وفاداری‌های گذشته و آینده‌شان تبریک گفت.

## صدام به عنوان یک رهبر سکولار
صدام خود را یک رهبر انقلابی سکولار و نوگرای اجتماعی همانند ناصر می‌دانست. دولت وی به زنان آزادی‌های مضاعف داده و به آن‌ها امکان کار در شغل‌های صنعتی و تحصیل در مدارج عالی تحصیلی داد. همچنین صدام نوعی سیستم قضایی غربی در کشور به اجرا گذاشت. با این کار عراق تبدیل به تنها کشور عرب خلیج فارس شد که طبق قوانین سنتی اسلام (شریعت) اداره نمی‌شد. او فعالیت دادگاه‌های مبتنی بر شریعت را به جز برای رسیدگی به دعاوی آسیب‌های شخصی ممنوع اعلام کرد.
کشمکش‌های داخلی ادامهٔ کار پروژه‌های نوسازی صدام را با مشکل مواجه ساخت. جامعهٔ عراق بین گروه‌های زبانی، دینی و قومی تقسیم شده است؛ دولت بعثی عراق تنها از سوی ۲۰ درصد مردم که از طبقهٔ کارگر، کشاورز و خرده‌تاجران سنی مذهب بودند حمایت می‌شد.
شیعیان که اکثریت جمعیت عراق را تشکیل می‌دادند به دلیل سیاست‌های ضد دین دولت، عَلم مخالفت با آن را برداشته بودند و حزب بعث از تأثیر گرفتن آن‌ها از انقلاب ۱۳۵۷ (۱۹۷۹) ایران واهمه داشت. کردهای شمال عراق (که سنی هستند ولی عرب نیستند) نیز مخالف سیاست‌های عرب‌سازی حزب بعث بودند. در این شرایط بود که صدام برای حفظ رژیم خود، هستهٔ مرکزی دولت را از خویشاوندان و اهالی قبیلهٔ تکریت انتخاب می‌کرد.
رژیم صدام برای مقابله با خطر فزایندهٔ شیعیان، کردها، کمونیست‌ها و دیگر مخالفان بالقوه، دو راه پیش رو داشت. اول اینکه آن‌ها را هم وارد رژیم ساخته و منافع را با آن‌ها تقسیم کند یا اینکه با تدابیر شدید پیشگیرانه مانع از اقدامات آن‌ها شود. ابزار اصلی این هدف، سازمان‌های پلیسی و نظامی بودند. در سال ۱۳۵۳ (۱۹۷۴)، طه یاسین رمضان ریاست ارتش خلق را بر عهده داشت که وظیفه‌اش حفظ امنیت داخلی بود. این گروه به عنوان شاخهٔ نظامی حزب بعث به عنوان وزنه‌ای علیه کودتاهایی بود که توسط نیروهای عادی مسلح انجام می‌شدند. در کنار ارتش خلق، سازمان اطلاعات کل عراق (استخبارات) قرار داشت که مشهورترین بازوی سیستم امنیتی دولت بود و استفاده از هرگونه ترور و شکنجه ابایی نداشت. این سازمان توسط برزان تکریتی که برادر کوچک‌تر و ناتنی صدام بود اداره می‌شد. ناظران خارجی از سال ۱۳۶۱ (۱۹۸۲) به بعد بر این باور بودند که این سازمان در عملیات‌های مختلف، مخالفان صدام حسین در داخل و خارج از کشور را نابود می‌کند.
صدام، میهن‌پرستی عراقی را با این ادعا که عراق نقش تعیین‌کننده‌ای در تاریخ جهان عرب داشته است تصدیق و تشویق می‌کرد. او به عنوان رئیس‌جمهور، غالباً به دورهٔ عباسیان که در آن بغداد مرکز سیاسی، فرهنگی و اقتصادی جهان عرب بود اشاره می‌کرد. صدام همچنین به دوران پیش از اسلام در عراق اشاره می‌کرد و میانرودان (بین‌النهرین) را به عنوان گهوارهٔ تمدن بشری می‌ستود و شخصیت‌هایی چون بخت‌النصر و حمورابی را گرامی می‌داشت. او منابع مالی زیادی را صرف اکتشافات باستان‌شناسی می‌کرد. وی در عمل به دنبال ترکیب پان‌عربیسم و ملی‌گرایی عراقی و ارائهٔ تصویری از یک دنیای عربی متحد، تحت رهبری عراق بود.
یکی از نشانه‌های تحکیم قدرت وی، پرستش شخصیت او بین جامعهٔ عراق بود. هزاران تصویر، پوستر، مجسمه و نقاشی دیواری در گوشه و کنار عراق نصب شده بودند. چهرهٔ وی را می‌شد روی ساختمان‌های اداری، مدارس، فرودگاه‌ها، مغازه‌ها و اسکناس عراق دید. پرستش شخصیتی وی نمایانگر تلاش‌های او در جهت پاسخگویی به عناصر گوناگون جامعهٔ عراق بود. صدام گاهی در لباس اعراب بدوی، گاهی در لباس‌های سنتی کشاورزان عراقی که خود در هنگام کودکی به تن می‌کرد و حتی گاهی در لباس کردها ظاهر می‌شد. همچنین او گاهی در لباس‌های غربی نمایان می‌شد و با این کار می‌خواست تصویری از یک رهبر شهری و نوگرا را در اذهان تداعی کند. برخی اوقات خود را به شکل یک مسلمان مؤمن درمی‌آورد و با عمامه و ردا به سوی قبله نماز می‌خواند و در مقابل، گاهی لباس‌های غربی به تن می‌کرد، عینک دودی به چشم می‌زد و تفنگی را روی شانهٔ خود نگه می‌داشت.

## سوءقصد در دُجیل
در سال ۱۹۸۲ سوءقصدی علیه صدام حسین در شهرک دجیل در ۴۰ کیلومتری شمال بغداد انجام شد. نیروهای امنیتی نیز در پاسخ به این اقدام به شهر حمله کرده و بالغ بر ۱۶۰ نفر از ساکنان را کشته و اعدام کردند که در میان آن‌ها چند کودک نیز وجود داشتند. حدود ۱٬۵۰۰ تن از اهالی شهر به زندان فرستاده شدند تا تحت شکنجه قرار گیرند. جریمهٔ تمامی اهالی هم این بود که ۱٬۰۰۰ کیلومتر مربع از زمین‌های زراعیشان نابود شود؛ تا ده سال بعد هم به کسی اجازهٔ کاشت دوباره داده نشد. واقعهٔ دُجیل یکی از جرائم اصلی صدام بود که وی به‌خاطر دستور آن جرائم غیرانسانی به اعدام به وسیله چوبه دار محکوم شد.

## روابط خارجی
تلاش صدام در ارتباطات خود با خارج بر این استوار بود که عراق نقش تعیین‌کننده‌ای در خاورمیانه داشته باشد. عراق در سال ۱۳۵۱ (۱۹۷۲) یک پیمان کمک‌رسانی با شوروی امضا کرد که پس از آن محموله‌های زیادی اسلحه و هزاران مشاور به عراق فرستاده شدند. اما اعدام کمونیست‌های عراقی در سال ۱۹۷۸ و قرار گرفتن غرب به عنوان طرف تجاری عراق باعث کدورت روابط با شوروی شد. پس از آن نیز غرب‌گرایی عراق روز به روز بیشتر می‌شد تا این‌که جنگ خلیج فارس در سال ۱۹۹۱ آغاز شد.
او در سال ۱۹۷۵ پیمانی با ایران موسوم به پیمان الجزایر امضا کرد که به موجب آن عراق دست از ادعاهای مرزی خود برداشته و در مقابل، ایران هم دست از حمایت کردهای مخالف عراق برمی‌داشت. پس از این‌که شاه ایران به موجب این معاهده حمایت خود از کردهای عراقی را سلب کرد، صدام از فرصت استفاده کرده و شکستی سنگین بر آن‌ها وارد ساخت. از آغاز تشکیل عراق به عنوان یک کشور مدرن در سال (۱۹۲۰) کردهای جدایی‌طلب جزو مخالفان دول عراقی بوده و خواستار استقلال شمال عراق بوده‌اند. صدام در سال (۱۹۷۰) توافقنامه‌ای با کردها امضا کرد که در آن به رهبران کرد خودمختاری داد، ولی این توافقنامه به زودی از سوی صدام شکسته شد. نتیجهٔ آن، نبردی بی‌رحمانه بین دولت و گروه‌های کرد بود. در این نبردها حتی روستاهای کردنشین ایران نیز بمباران شدند که این کار باعث تیرگی روابط ایران و عراق گردید.
او در سال ۱۹۷۶ دیداری از فرانسه به عمل آورد و طی آن روابط مستحکمی با محافل سیاسی محافظه‌کار و بازرگانی فرانسه بر قرار کرد. صدام در مخالفت با پیمان صلح کمپ دیوید بین مصر و اسرائیل (۱۹۷۹) پیشگام اعراب بود.
صدام در دههٔ ۱۹۸۰ میلادی طرح غنی‌سازی اتمی عراق را با کمک فرانسه آغاز کرد. نخستین رآکتور هسته‌ای عراق اوسیراک نام گرفت. اوسیراک نام خدای مرگ در مصر باستان بود. این رآکتور بعدها و همزمان با جنگ ایران و عراق، با حملهٔ نیروی هوایی ایران در عملیات شمشیر سوزان و سپس در عملیات اپرا توسط نیروی هوایی اسرائیل نابود شد زیرا اسرائیل بر این باور بود که عراق می‌خواهد از این رآکتور برای تولید جنگ‌افزار هسته‌ای استفاده کند.
وی همچنین سلسله آزمایش‌های میکروبی را با همکاری فیزیولوژیست‌های غربی (آلمانی) آغاز کرد. این آزمایش‌ها روی بیست اسیر زن ایرانی که در جریان اشغال مهران به اسارت درآمده بوند انجام شد.

### رابطه با فلسطینی‌ها
صدام حسین میلیون‌ها دلار را صرف کمک به جنگجویان فلسطینی می‌کرد او از سال ۲۰۰۰ تا ۲۰۰۳ در مجموع ۳۵ میلیون دلار را صرف کمک به خانوادهٔ کشته‌شدگان در درگیری‌های فلسطینی‌ها و اسرائیلی‌ها کرد. او به هر خانواده‌ای که یکی از اعضای خود را در عملیات انتحاری از دست می‌داد ۲۵ هزار دلار پرداخت می‌کرد.

### رابطه با اسرائیل
در ۱۴ ژوئن ۱۹۸۴ سخنگوی دولت آمریکا بر اهمیت استراتژیک خط لوله عقبه تأکید کرد. همکاری عراق با اسرائیل در زمینه حفاظت از لوله‌های نفت نقش جدیدی به این کشور در منطقه داد. اسرائیل در عراق به صورت غیرعلنی سفارتخانه داشت. کارکنان سازمان اطلاعات عراق به وسیله موساد آموزش داده می‌شدند.

### صدام حسین و دربار پهلوی

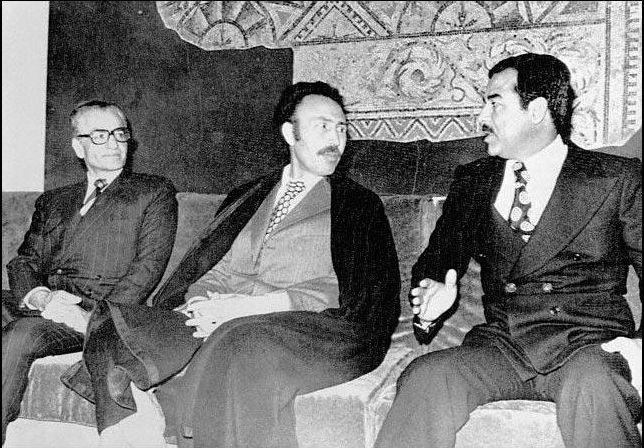
محمدرضا پهلوی در دیدار از رئیس‌جمهور الجزیره، هواری بومدین و معاون رئیس‌جمهور عراق، صدام حسین برای امضاء پیمان‌نامهٔ الجزایر در سال ۱۹۷۵

محمدرضا پهلوی، شاه وقت ایران که حزب بعث و رئیس آن صدام حسین را بانی قتل خاندان سلطنتی فیصل که روابط نزدیک و صمیمانه‌ای با دربار و خاندان پهلوی داشتند، می‌دانست هرگز روابطی صمیمانه و گرم با صدام حسین برقرار نکرد.
دیدار محمدرضا پهلوی با صدام در جریان اجلاس سران کشورهای صادرکنندهٔ نفت «اوپک» بود که در کشور الجزایر رخ داد. پس از آن صدام در سال ۱۳۵۵ به دعوت امیرعباس هویدا، نخست‌وزیر وقت، به تهران سفر کرد و با شاه هم ملاقاتی داشت. در این سفر قرارداد نهایی شده و به امضا رسید از جمله قراردادی در مورد خطوط مرزی دو کشور بود.
مهم‌ترین سفر رسمی ایرانیان پس از روی کار آمدن صدام در عراق، دیدار فرح پهلوی از این کشور بود که در بحبوحه روزهای پیش از پیروزی انقلاب ۱۳۵۷ ایران انجام گرفت.

### روابط صدام با روح‌الله خمینی
پیش از آن در هنگامی که صدام رئیس شورای انقلاب عراق بود، اخراج روح‌الله خمینی از عراق که در تبعید در این کشور به سر می‌برد به تصویب شورای انقلاب عراق رسیده بود. حضور روح‌الله خمینی در نجف، مقامات امنیتی حزب بعث عراق را از سیاسی‌شدن حوزه علمیه نجف نگران کرده بود.
تلاش‌های دربار ایران که رابطه چندان گرمی هم با دولت وقت عراق نداشت برای موافقت با حضور روح‌الله خمینی در نجف راه به جایی نبرد. با اخراج او از عراق و عزیمتش به کشور فرانسه، روند انقلاب ایران شتاب گرفت.

## جنگ ایران و عراق
در سال ۱۳۵۷ (۱۹۷۹) حکومت محمدرضا شاه پهلوی در ایران با انقلاب ایران سرنگون شد و نظام جمهوری اسلامی بر سر کار آمد. مبانی انقلابی اسلام شیعی روی مردم کشورهای منطقه به ویژه کشورهایی که شیعیان بیشتری داشتند به ویژه عراق تأثیر به سزایی گذاشت. صدام از این می‌ترسید که عقاید اسلامی شیعی (که مخالف حکومت سکولار او بودند) در بین جمعیت زیاد شیعهٔ ساکن عراق رخنه کنند.
چند سال قبل، روح‌الله خمینی که در سال ۱۳۴۳ (۱۹۶۴) از ایران تبعید شده بود، به شهر شیعه‌نشین نجف رفت و ساکن شد. خمینی در نجف ارتباطات مستحکمی با شیعیان عراقی برقرار ساخته و پیروانی دینی-سیاسی در سراسر جهان برای خود به وجود آورد. پس از توافقنامهٔ سال ۱۳۵۴ (۱۹۷۵) بین شاه و صدام برای ایجاد روابط حسنه بین دو کشور ایران و عراق، صدام زیر فشار شاه قبول کرد تا خمینی را از عراق بیرون کند.
پس از این‌که روح‌الله خمینی قدرت را در ایران به دست گرفت کشمکش‌های مرزی بین ایران و عراق به مدت ده ماه در مورد تسلط بر اروندرود که دو کشور را از هم جدا می‌سازد بالا گرفت. عراق در تاریخ ۳۱ شهریور ۱۳۵۹ (۲۲ سپتامبر ۱۹۸۰) به فرودگاه مهرآباد تهران حمله کرد و سپس وارد استان خوزستان شد. صدام، خوزستان را استان تازه عراق نامید.
در روزهای آغاز جنگ، درگیری‌های سنگینی گرد بندرگاه‌های سوق‌الجیشی به وجود آمد. پس از این که صدام پیروزی‌هایی به دست آورد، حملات هوایی و زمینی ارتش ایران باعث شد خسارات زیادی به نیروهای عراق وارد شود. در سال ۱۳۶۱ (۱۹۸۰) عراق به دنبال راهی بود تا جنگ را به پایان برساند.
عراق ناگهان خود را در میان یکی از طولانی‌ترین و ویرانگرترین جنگ‌های فرسایشی قرن بیستم یافت. در طول جنگ ارتش عراق از سلاح‌های شیمیایی علیه نیروهای ایرانی و جدایی‌طلبان کُرد استفاده کرد.
نیروهای عراقی در تاریخ ۲۵ اسفند ۱۳۶۶ (۱۶ مارس ۱۹۸۸) به منظور سرکوب شورش مردم کرد شمال عراق به‌وسیله گاز سمی و اعصاب به شهر کردنشین حلبچه حمله کردند. در این عملیات تقریباً پنج‌هزار نفر که غالباً غیرنظامی بودند جان باختند. در آن زمان عراق، ایران را مسئول این قتل‌عام و چند عملیات شیمیایی دیگر دانست ولی هیچ مدرکی در این باره پیدا نشد. در واقع، این کار را جهت دادن مجوز حمله شیمیایی به ایران انجام داد.
صدام برای دریافت کمک‌های نقدی و سیاسی به دیگر کشورهای عرب روی آورد. او با موفقیت توانست حمایت رونالد ریگان رئیس‌جمهور آمریکا را به دست آورد. خمینی با این ادعا که جامعهٔ جهانی باید عراق را مجبور به پرداخت خسارت جنگ کند، هیچ‌گونه پیشنهاد آتش‌بسی را نمی‌پذیرفت.
پس از صدور قطعنامهٔ ۵۹۸ شورای امنیت توسط سازمان ملل، آن قطعنامه بلافاصله از سوی عراق پذیرفته شد، ولی بعد از گذشت یک سال و هفت روز از تاریخ صدور آن (و به فاصله پانزده روز بعد از سقوط هواپیمای مسافربری پرواز شماره ۶۵۵ ایران ایر توسط آمریکا در ۲۷ تیر ۱۳۶۷) از سوی ایران نیز پذیرفته و توسط خمینی به نوشیدن جام زهر تعبیر شد. در این جنگ تقریباً ۱٬۷ میلیون نفر از هر دو طرف جان خود را از دست دادند و اقتصاد هر دو کشور که پیش از این سالم و رو به رشد بود، آسیب جدی دید.
همچنین عراق در حدود ۷۵ میلیارد دلار بدهی جنگی به بار آورد. استقراض از آمریکا باعث شد که عراق تبدیل به کشوری بدهکار شود. همچنین صدام در طول جنگ با ایران در دهه ۱۹۸۰ میلادی مبالغ بسیار زیادی را از دیگر کشورهای عربی قرض گرفته بود. در آن زمان صدام با هزینه‌های گزاف ساخت دوبارهٔ زیربنای عراق روبه‌رو بود و با ناامیدی به دنبال پول برای ساخت زیربنای عراق پس از جنگ بود.

## جنگ خلیج فارس

### پیش‌زمینهٔ کشمکش با کویت
پایان جنگ با ایران مقارن شد با بروز کشمکش با همسایهٔ ثروتمندی به نام کویت. صدام بر این باور بود که جنگ او با ایران باعث شده است که کویت از حملهٔ قریب‌الوقوع ایرانیان در امان باشد. او همچنین معتقد بود چون جنگ او با ایران به سود کشورهای حوزهٔ خلیج فارس بوده است، دولت‌های عربی باید بخشی از بدهی عراق را ببخشند. صدام با اصرار از کویت خواست که بدهی ۳۰ میلیارد دلاری عراق را که برای جنگ با ایران گرفته شده بود ببخشد، ولی کویتی‌ها زیر بار نرفتند.
صدام که در پی جمع‌آوری پول برای ساخت مجدد عراق بود، به کشورهای صادرکنندهٔ نفت فشار آورد تا کمی از تولید خود بکاهند تا قیمت نفت بالاتر رود. کویت از کاهش تولید نفت سر باز زد. این کشور همچنین پیشگام کشورهای مخالف کاهش تولید نفت در اوپک شد. کویت مقادیر زیادی نفت استخراج می‌کرد تا بهای نفت را پایین نگه دارد، در حالی که عراق برای بازپرداخت بدهی‌های خود نیاز به فروش نفت به قیمت بالا داشت.
در همین زمان بود که صدام مخالفت خود با خطوط مرزی عراق-کویت (که در اصل توسط بریتانیا در سال ۱۳۰۱ (۱۹۲۲) تعیین شده بودند) را نشان داد. دلیل او این بود که این وضعیت باعث جدایی عراق از دریا می‌شود. یکی از اندک مقولاتی که باعث وحدت در کشوری می‌شد که مملو از تقسیمات اجتماعی، قومی، مذهبی و اقتصادی-اجتماعی بود، در مرحلهٔ اول، باور بر این نکته بود که کشور کویت هیچ حقی برای موجودیت ندارد. ملی‌گرایان عراقی دست‌کم به مدت نیم قرن بر این نکته پافشاری می‌کردند که کویت از دیرباز بخش لاینفک عراق بوده و تنها زمانی موجودیت مستقلی پیدا کرده که امپریالیست‌های بریتانیایی اراده کرده‌اند.
ذخایر نفتی کویت نیز خود باعث افزایش تنش در منطقه بود. این ذخایر تقریباً با ذخایر نفت عراق برابر بودند (در حالی که جمعیت کویت تنها ۲ میلیون و جمعیت عراق ۲۵ میلیون نفر بود). عراق و کویت روی هم ۲۰ درصد ذخایر شناخته‌شدهٔ نفت جهان را دارا بودند؛ تنها برای مقایسه ذکر می‌شود که عربستان سعودی دارای ۲۵ درصد ذخایر جهانی نفت است.
کمی بعد کویت با حفر چاه‌هایی که عراق فکر می‌کرد داخل منطقهٔ مرزی مورد مشاجرهٔ دو کشور است، باعث خشم صدام شد. صدام در اعتراض به این اقدام دولت کویت به آمریکا شکایت کرد. هر چند که بحران اقتصادی عراق به مدت چندین سال بود که ادامه داشت ولی صدام می‌خواست به‌وسیلهٔ پول نفت به آن پایان دهد. او هنوز ارتش با تجربه و تا دندان مسلح خود را داشت و گهگاه از آن برای تأثیرگذاری روی روابط منطقه‌ای استفاده می‌کرد. صدام چندی بعد دستور حرکت نیروهایش به مرز کویت را داد.
در حالی که روابط عراق و کویت روز به روز به وخامت می‌گرایید، صدام اخباری مبنی بر تهدیدات آمریکا دربارهٔ پاسخگویی نظامی به عراق دریافت می‌کرد. واشینگتن تقریباً یک دهه بود که سیاست گسترش ارتباطات خود با عراق را در پیش گرفته بود. حکومت ریگان در طول جنگ عراق و ایران مبلغی در حدود ۴۰ میلیارد دلار به عراق کمک کرده بود که تقریباً همهٔ آن به‌صورت اعتباری بود. همچنین دولت آمریکا میلیاردها دلار به صدام باج داده بود تا او با شوروی طرح دوستی نریزد.
صدام در تاریخ ۳ مرداد ۱۳۶۹ (۲۵ ژوئیه ۱۹۹۰) طی یک ملاقات اضطراری با آوریل گلاسپی، سفیر آمریکا در عراق تمایل خود به ادامهٔ گفتگوها را ابراز داشت. دولت آمریکا می‌خواست در این بین نقش میانجی را بازی کند. با همین هدف بود که جرج اچ دبلیو بوش و جیمز بیکر اعلام کردند که نمی‌خواهند در این میان از زور استفاده شود و همچنین آن‌ها نسبت به اختلافات مرزی عراق و کویت بی‌طرف می‌مانند و خود را وارد ماجرا نخواهند کرد. کمی بعد مذاکرات سران عراق و کویت به شکست انجامید. سپس صدام فرمان پیش‌روی نیروهای خود به داخل خاک کویت را داد.
هر چند که اطلاعات دست اولی پیرامون انگیزهٔ صدام از حمله به کویت در دست نیست، ولی با در نظر گرفتن دیدگاه صدام پیش از جنگ می‌توان حدس زد که دلیل اصلی حمله به کویت مشکل بدهی‌های بعد از جنگ عراق و تلاش‌های بیهودهٔ صدام برای بازسازی زیربنایی، احیای اقتصاد نابودشده و تثبیت موقعیت سیاسی عراق بود.

### آغاز جنگ خلیج فارس
صدام حسین نه استراتژیست است، نه درس عملیات‌جنگی خوانده، نه تاکتیک بلد است، نه ژنرال است و نه سرباز. به جز این‌ها، ارتشیِ خوبی‌ست. می‌خواستم این را بدانید. 
ژنرال نورمن شوارتسکف، فرمانده نیروهای ائتلاف در یک کنفرانس خبری در طول جنگ خلیج فارس.

صدام در تاریخ ۱۱ مرداد ۱۳۶۹ (۲ اوت ۱۹۹۰) به کویت حمله کرد و خاک آن را به عراق ضمیمه کرد و با این کار خود باعث بروز بحران‌های بین‌المللی گشت. شورای امنیت سازمان ملل متحد اجازه توسل به زور برای خارج کردن عراق از کویت را صادر کرد.
جرج اچ. دابلیو. بوش، رئیس‌جمهور آمریکا در روزهای اول با احتیاط رفتار کرد. کویت پیش از اشغال، از سویی یکی از دشمنان سرسخت اسرائیل بود و جزو کشورهای سلطنتی حوزهٔ خلیج فارس به‌شمار می‌رفت که با شوروی روابط دوستانه داشت. از سوی دیگر سیاست‌گذاران خارجی، کارشناسان خاورمیانه و منتقدان نظامی واشینگتن و کارخانجاتی که سرمایه‌گذاری‌های سنگینی در منطقه کرده بودند، نگرانی‌های زیادی در مورد ثبات منطقه داشتند. این حمله باعث ترس از این شد که بهای نفت جهانی و در نتیجه اقتصاد جهانی در خطر قرار گیرد؛ کویت تقریباً ده درصد کل ذخایر نفت خام را در اختیار داشت. به احتمال زیاد، هنگامی که مارگارت تاچر نخست‌وزیر سرسخت بریتانیا که از دوستان وفادار آمریکا در دورهٔ ریگان-بوش به‌شمار می‌رفت به آمریکا رفته بود، بوش را به این کار راضی کرد. بریتانیا نسبت به آمریکا روابط تاریخی بیشتری با کویت داشت. این روابط به سال‌های استعمار کویت از سوی بریتانیا برمی‌گشت. این کشور همچنین سود زیادی از بابت سرمایه‌گذاری‌های خود در کویت برداشت می‌کرد.
همکاری بین ایالات متحده و جماهیر متحد شوروی باعث شد تا موضوع به شورای امنیت سازمان ملل فرستاده شود. این شورا تصمیم گرفت که اگر صدام نیروهای خود را طبق برنامهٔ زمان‌بندی‌شده از کویت خارج نکند، اجازهٔ استفاده از زور علیه این کشور را خواهد داد. سیاست‌مداران آمریکایی از این می‌ترسیدند که عراق قصد حملهٔ تلافی‌جویانه به کشور نفت‌خیز عربستان سعودی که از دههٔ ۱۹۴۰ از دوستان نزدیک آمریکا به‌شمار می‌رفت و مخالف اشغال کویت بود را داشته باشد. پس از آن بود که آمریکا و گروهی از کشورهای متحد دیگر که از کشورهای مختلفی نظیر مصر، سوریه و چکوسلواکی تشکیل شده بودند، دسته‌های بزرگی از نیروهای خود را به مرز عربستان و کویت و عراق فرستادند تا ارتش عراق را که در آن زمان دومین ارتش بزرگ خاورمیانه بعد از ایران در خاورمیانه بود دور بزنند.

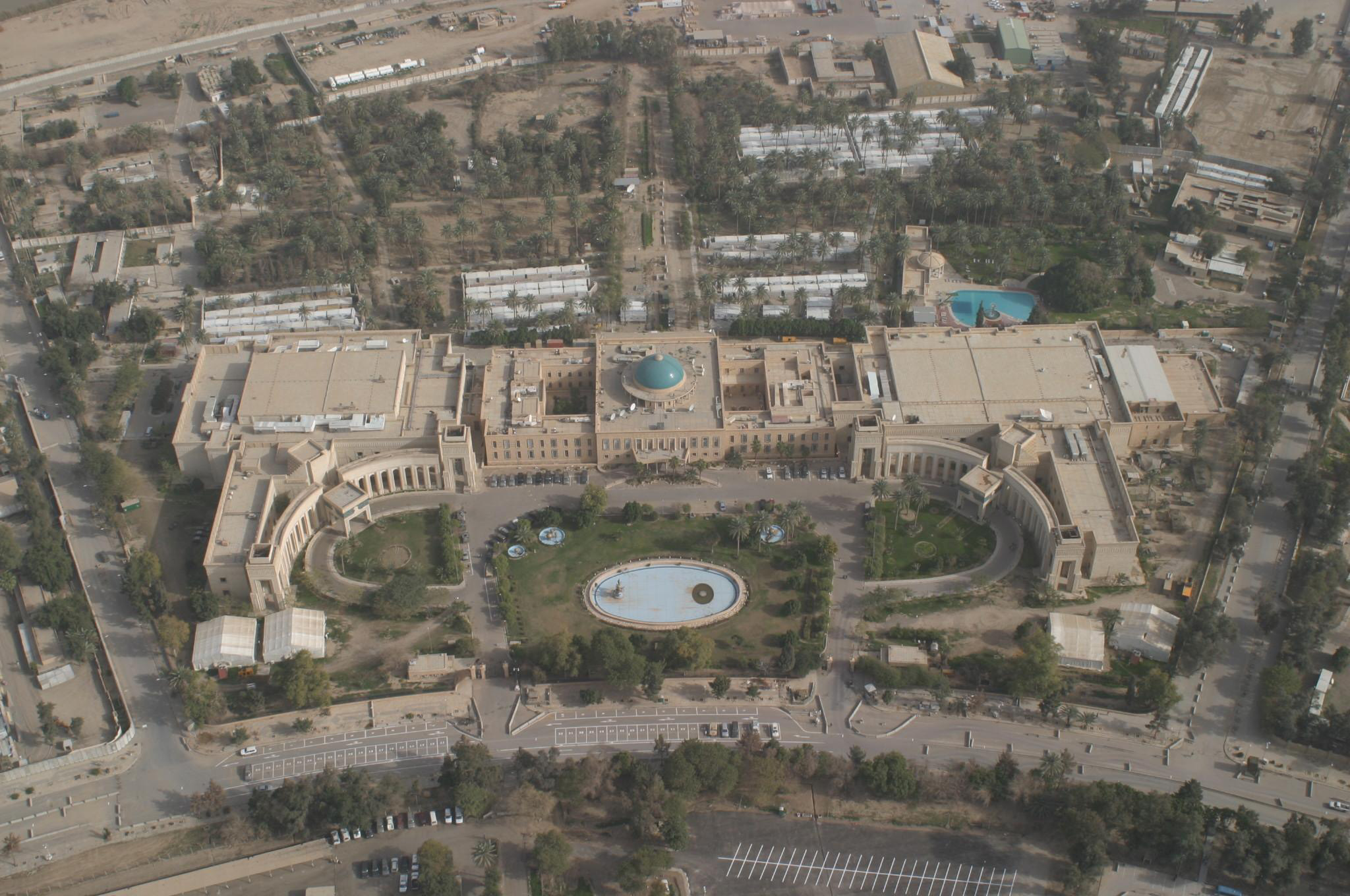
کاخ ریاست‌جمهوری صدام در بغداد

هنگامی که گفتگوها و تهدیدهای پس از جنگ هنوز در جریان بود، صدام توجه مجددی به قضیهٔ فلسطین کرده و اعلام کرد که اگر اسرائیل از کرانه باختری رود اردن، بلندی‌های جولان و نوار غزه عقب‌نشینی کند او نیز از کویت باز پس می‌نشیند. این پیشنهادِ صدام باعث بروز شکاف بین کشورهای عربی شد و آمریکا و کشورهای عرب غربی را در مقابل فلسطینی‌ها قرار داد. ائتلاف ضداشغال در پایان، هرگونه ارتباطی بین موضوع فلسطین و کویت را رد کرد.
صدام ضرب‌الاجل شورای امنیت را نپذیرفت. آمریکا و متحدانش با پشتیبانی شورای امنیت در تاریخ ۲۶ دی ۱۳۶۹ (۱۶ ژانویهٔ ۱۹۹۱) حملهٔ هوایی گسترده‌ای را علیه عراق آغاز کردند. اسرائیل نیز توسط موشک‌های عراقی مورد اصابت قرار گرفت ولی از آن‌جا که نمی‌خواست کشورهای عرب از ائتلاف ضدعراق خارج شوند درصدد انتقام‌جویی برنیامد. یک نیروی زمینی که اغلب افرادش از قوای مسلح آمریکایی و انگلیسی و تیپ‌های پیاده‌نظام بودند ارتش صدام را در بهمن ماه سال ۱۳۶۹ (فوریهٔ ۱۹۹۱) از کویت بیرون رانده و بخش جنوبی عراق را تا رود فرات اشغال کردند.
جرج اچ. دابلیو. بوش در تاریخ ۱۵ اسفند ۱۳۶۹ (۶ مارس ۱۹۹۱) با اشاره به درگیری‌های منطقه اعلام کرد: «موضوع، تنها یک کشور کوچک نیست، هدف ما یک عقیدهٔ تازه است- یک نظم نوین جهانی، نظمی که در آن کشورهای مختلف تحت یک جنبش گرد هم آمده تا به آرزوهای جهانی بشریت، یعنی صلح، امنیت، آزادی و حاکمیتِ قانون دست یابند.»
ارتش پرتعداد و کم‌سلاح عراق در نهایت نشان داد که دیگر نمی‌تواند در برابر نیروهای زمینی سریع‌الانتقال ائتلاف و پشتیبانی هوایی قدرتمند آن‌ها دوام بیاورد. تقریباً ۱۷۵٬۰۰۰ عراقی اسیر شده بودند و بنابر آمارهای اعلام‌شده از سوی آمریکا شمار تلفات عراقی‌ها به ۲۰٬۰۰۰ نفر می‌رسید. منابع دیگر شمار کشته‌ها را تا ۱۰۰٬۰۰۰ نفر هم برآورد می‌کردند. عراق براساس توافقنامهٔ آتش‌بس قبول کرد که همهٔ جنگ‌افزارهای شیمیایی و بیولوژیک خود را از بین برده و به بازرسان سازمان ملل اجازهٔ بازرسی از پایگاه‌های خود را بدهد. تحریم تجاری سازمان ملل تا زمانی که عراق تمامی شروط را اجرا نکرده بود باقی می‌ماند.

### پس‌آیند جنگ خلیج فارس

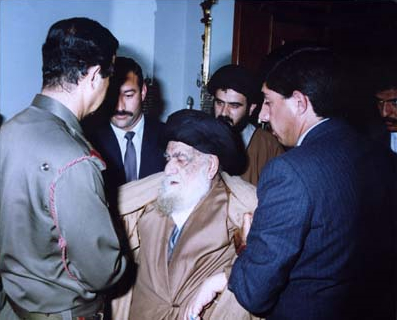
دیدار اجباری سید ابوالقاسم خویی با صدام حسین، پس از شکست خیزش شعبانیه.

گروه‌های قومی و دینی عراق با استفاده از وضعیت به وجود آمده زمینه را برای شورشی جدید در کشور آماده دیده و به آن اقدام کردند. با اوضاع جاری پس از جنگ در عراق، ناآرامی‌های اجتماعی و قومی بین شیعیان، کردها و واحدهای نظامی ناراضی می‌توانستند خطر بزرگی برای دولت صدام باشند. شورش‌های کردها در شمال و شیعیان در جنوب و مرکز عراق با بی‌رحمی تمام پاسخ داده شد.
آمریکا که خود، عراقی‌ها را تشویق به شورش علیه صدام کرده بود هیچ کمکی جز کنترل منطقه پروازممنوع عراق نکرد. ترکیه با هرگونه استقلال کردها مخالف بود و عربستان سعودی و دیگر کشورهای محافظه‌کار عرب از به وجود آمدن یک انقلاب شیعی دیگر مانند انقلاب ۱۳۵۷ ایران هراس داشتند. صدام که توانسته بود پس از شکست در جنگ، بحران‌ها را نیز کنترل کند، با کشوری مواجه بود که از نظر اقتصادی و نظامی به شدت آسیب دیده بود و او هرگز نتوانست آسیب‌ها را جبران کند. او دائماً بقای خود را نشانهٔ پیروزی عراق در جنگ با آمریکا اعلام می‌کرد. این پیغام صدام شهرت زیادی در جهان عرب پیدا کرد.
صدام با اصرار زیاد می‌خواست خود را مسلمانی مؤمن نشان دهد تا بتواند نظر گروه‌های دینی محافظه‌کار جامعهٔ عراق را به خود جلب کند. بعضی از عناصر شریعت اسلام به قانون عراق بازگردانده شدند. برای نمونه وی در سال ۲۰۰۱ حکم اعدام همجنس‌گرایان، تجاوزگران و فاحشگان را به قوانین عراق بازگرداند و عبارت «الله اکبر» را با دست‌خط خود به پرچم عراق افزود.

## ۲۰۰۳–۱۹۹۱
پس از اتمام جنگ، رابطهٔ بین ایالات متحده آمریکا و عراق همچنان متشنج ماند. در آوریل ۱۹۹۳ سرویس امنیتی عراق تلاش کرد تا جرج اچ. دابلیو. بوش رئیس‌جمهور سابق آمریکا را هنگام دیدار وی از کویت ترور کند اما مأموران امنیتی کویت بمب کار گذاشته‌شده در یک خودرو را خنثی کردند. آمریکا در پاسخ به این اقدام در تاریخ ۲۶ ژوئن ۱۹۹۳ حمله‌ای موشکی به ساختمان مرکزی اطلاعات عراق - استخبارات - در بغداد کرد.
تحریم‌های سازمان ملل که به دلیل حملهٔ عراق به کویت وضع شده بودند و از صادرات نفت عراق نیز جلوگیری می‌کردند، همچنان بر جای خود باقی‌ماندند. این تحریم‌ها موجب سختی اوضاع زندگی و نابودی زیربنای اقتصاد عراق شدند. تنها، قاچاق کالا در مرز سوریه و کمک‌های انسانی باعث بهبود نسبی این بحران می‌شد. سازمان‌های بین‌المللی (مانند یونیسف و بهداشت جهانی WHO) تخمین می‌زنند که این تحریم‌ها بین ۵۰۰٬۰۰۰ تا ۱٬۲ میلیون مرگ در پی داشته‌اند. اکثر جان‌باختگان، افراد زیر ۵ سال بوده‌اند. برخی افراد دیگر نیز که به این آمار شک دارند، برآورد می‌کنند که ۳۵۰٬۰۰۰ تن بین سال‌های ۱۹۹۱ تا ۲۰۰۰ بر اثر تحریم‌ها جان خود را از دست داده‌اند و بیشتر مرگ‌ها به خاطر بمباران زیرساخت‌های عراق بوده است. سازمان ملل در تاریخ ۱۸ آذر ۱۳۷۵ (۹ دسامبر ۱۹۹۶) به دولت عراق اجازه داد تا مقدار محدودی از نفت خود را در ازای دریافت غذا و دارو به فروش برساند. درآمد محدودی که از بابت برنامهٔ نفت در برابر غذای سازمان ملل متحد به‌دست می‌آمد به عراق جاری شد.
سیاست‌مداران آمریکایی همچنان صدام حسین را متهم به تخلف از موارد آتش‌بس نظیر توسعهٔ سلاح‌های کشتارجمعی و دیگر سلاح‌های ممنوعه، خودداری از انتشار اطلاعات دربارهٔ این سلاح‌ها و تخلف از تحریم‌های سازمان ملل و «منطقهٔ پرواز ممنوع» می‌کردند. حملات نظامی یک‌طرفهٔ آمریکا و انگلستان گاه‌وبیگاه در عراق انجام می‌شدند، که بزرگ‌ترین آن‌ها عملیات روباه صحرا نام داشت که در ۱۶ تا ۱۹ دسامبر ۱۹۹۸ انجام شد. دلیل اصلی بحران‌ها بین سال‌های ۱۹۹۷ تا ۱۹۹۸ که موجب بمباران شدید عراق از سوی انگلستان و آمریکا گشت، در اختیار داشتن سلاح‌های غیرقانونی توسط عراق اعلام شد.
دو سال پس از فعالیت‌های مداوم، جنگنده‌های آمریکایی و انگلیسی در فوریهٔ ۲۰۰۱ هم با شدت بیشتری به پایگاه‌های نزدیک بغداد حمله کردند.
پس از جنگ، حمایت از صدام بین حامیان تکریتی وی، اعضای خانواده و دیگر پشتیبانان او تقسیم گشت. آن‌ها مشارکت زیادی در فعالیت‌های سرکوبگرانه و مستبدانهٔ دولت داشتند. سرکوب مخالفان داخلی به شدت افزایش پیدا کرد و پسران صدام، عدی حسین و قصی حسین به شدت نیرومند گشته و موجی از ترورهای پنهان را به وجود آوردند. این دو به احتمال زیاد عوامل مؤثر در فرار دامادهای صدام (حسین کامل و صدام کامل) به اردن در اوت ۱۹۹۵ بودند. دامادهای صدام که از رده‌بالاترین نظامیان ارتش عراق به حساب می‌آمدند، پس از بازگشت به عراق در بهمن ماه همان سال (فوریهٔ سال بعد) کشته شدند.
همکاری عراق با بازرسان سازمان ملل در طول دههٔ ۱۹۹۰ میلادیمتناوب بود. دسترسی بازرسان به پایگاه‌های مورد نظر سرانجام در سال ۱۹۹۸ قطع شد. این‌طور گفته می‌شد که عراق در حال بازی دادن قدرت‌های غربی و دیگر کشورهای عرب بود و می‌خواست این‌طور نشان بدهد که مقادیر زیادی مواد ممنوعه در اختیار دارد که با استفاده از آن‌ها می‌تواند به دوران اقتدار خویش بازگردد.

### جنگ عراق در سال ۲۰۰۳
صدام از دیدگاه آمریکایی‌ها همچنان به‌عنوان تهدیدی برای هم‌پیمانان غربی مثل کشور نفت‌خیز عربستان سعودی و اسرائیل، خطری برای محموله‌های نفتی خلیج فارس و ثبات خاورمیانه به‌شمار می‌رفت. بیل کلینتون رئیس‌جمهور آمریکا ۲۰۰۱–۱۹۹۳ که جانشین بوش شده بود، تحریم‌های اقتصادی تازه‌ای در کنار تحریم‌های نظامی برای عراق وضع کرده و منطقهٔ پروازممنوع را نیز کنترل می‌کرد.
کلینتون در سال ۱۹۹۸ در پاسخ به ممانعت عراق از حضور بازرسان سازمان ملل، لایحهٔ آزادسازی عراق را امضا کرد. این لایحه بر تغییر رژیم عراق به منظور «بازگشت عراق به خانوادهٔ بین‌المللی» تأکید داشت و طبق آن دولت آمریکا به گروه‌های تبعیدی خارج از عراق کمک مالی می‌کرد. پس از آن به زودی عملیات سه روزهٔ روباه صحرا انجام گرفت و طی آن کارخانه‌های تولید سلاح صدام منهدم گشتند؛ در حالی که استراتژیست‌های پنتاگون نقشه حمله‌های زمینی به عراق را می‌کشیدند برخی از تحلیلگران آمریکایی بر این باور بودند که فشار خارجی برای ایجاد یک شورش به منظور عزل صدام کافی به نظر می‌رسد. این دو نظر باعث بروز شکاف در تصمیم‌گیری‌های ضد صدام بین دولتمردان واشینگتن شد.
اما پس از حملات ۱۱ سپتامبر ۲۰۰۱ توازن سیاسی داخلی آمریکا تغییر کرده و باعث شد تا نومحافظه‌کاران بتوانند در مدیریت کشور آمریکا تأثیر به‌سزایی داشته باشند. رئیس‌جمهور آمریکا جرج دابلیو. بوش (پسر جرج اچ. دابلیو. بوش) در بیانیهٔ اتحاد خود به کنگره ایالات متحده آمریکا، در ژانویهٔ ۲۰۰۲ از «محور شرارت» که به زعم وی از کشورهای ایران، عراق و کرهٔ شمالی تشکیل شده‌اند سخن به میان آورد. همچنین او احتمال داد که برای براندازی دولت عراق از زور استفاده خواهد کرد. او اعلام کرد: «رژیم عراق طرح تولید گاز اعصاب و سیاه‌زخم و سلاح‌های اتمی را به مدت یک دهه دنبال کرده است.» او همچین ادامه داد: «عراق همچنان درصدد است دشمنی خود را به آمریکا نشان دهد و از ترور حمایت کند.»
صدام حسین در تاریخ ۲۴ فوریه ۲۰۰۳ و در حالی که وقوع جنگ نزدیک بود، با دَن رَدِر مجری شبکهٔ خبری سی‌بی‌اس نیوز (CBS News) به مدت بیش از سه ساعت مصاحبه کرد. از آخرین مصاحبهٔ وی با یک خبرنگار آمریکایی یک دهه می‌گذشت. این شبکه یک هفته بعد نوار مصاحبه را روی آنتن فرستاد.
دولت و ارتش عراق در طول سه هفته پس از حملهٔ آمریکا و هم‌پیمانانش در تاریخ ۲۰ مارس ۲۰۰۳ نابود شدند. ایالات متحده دست‌کم دو بار کوشید تا با حملات هوایی، صدام را به قتل برساند ولی در هر دوبار، هدف مورد اصابت واقع نشد. با شروع ماه آوریل (اواسط فروردین) نیروهای ائتلاف بخش زیادی از عراق را اشغال کرده بودند. مقاومت‌های بسیار ضعیف ارتش عراق یا به راحتی در هم می‌شکستند یا تبدیل به تاکتیک‌های پارتیزانی می‌شدند. این وضعیت، نشان‌دهندهٔ خروج کنترل از دست صدام بود. صدام برای آخرین بار در فیلمی ویدئویی که او را در حومهٔ بغداد نشان می‌داد دیده شد. هنگامی که بغداد در تاریخ ۹ آوریل به دست نیروهای ائتلاف افتاد، دیگر کسی صدام را ندید.

خبر سقوط حکومت صدام در روزنامه آفتاب یزد

## دستگیری و محاکمه

### تعقیب
مکان صدام حسین تا چندین هفته پس از سقوط بغداد و پایان درگیری‌های اصلی نامعلوم بود. افراد زیادی گزارش دادند که وی را دیده‌اند ولی هیچ‌کدام تأیید نشد. یک سری نوارهای صوتی که ادعا می‌شد با صدای صدام ضبط شده‌اند، هر چند وقت یک‌بار پخش می‌شدند ولی اعتبار هیچ‌کدام مورد تأیید قرار نگرفت.
صدام حسین در بالاترین ردهٔ «فهرست تحت پیگردترین‌ها» قرار گرفت. بسیاری از دیگر رهبران عراق دستگیر شدند ولی تلاش‌های گسترده برای دستگیری وی بی‌ثمر بود. پسران وی، عدی و قصی که جانشینان سیاسی وی تلقی می‌شدند در ژوئیه ۲۰۰۳ پس از درگیری با نیروهای آمریکایی و با گزارش یک منبع آگاه عراقی کشته شده بودند.

### دستگیری
خبرگزاری ایرنا در تاریخ ۱۴ دسامبر ۲۰۰۳ به نقل از جلال طالبانی رهبر کردها، گزارش داد که صدام حسین، دستگیر شده است. این گزارش سپس توسط دیگر اعضای هیئت حاکمه، منابع ارتش آمریکا و تونی بلر نخست‌وزیر وقت انگلستان تأیید شد. کمی بعد پل برمر حاکم موقت آمریکایی عراق در کنفرانسی مطبوعاتی در بغداد خبر دستگیری وی را این‌چنین اعلام کرد: «خانم‌ها و آقایان، او را گرفتیم.» او را در ساعت ۸:۳۰ به وقت محلی روز ۱۳ دسامبر در عملیاتی به نام سپیده‌دم سرخ و در یک چاله در خانه‌ای در روستای الدور در نزدیکی تکریت دستگیر کرده بودند. برمر در آن کنفرانس مطبوعاتی تصاویر ویدئویی صدام پس از دستگیری را پخش کرد.
تصویر صدام حسین را با صورتی پر از ریش و موی بلند به‌هم‌ریخته نشان دادند. کمی بعد هویت وی با آزمایش دی‌ان‌ای تأیید شد. وضعیت سلامت وی خوب اعلام شد و او را «پرحرف و با همکاری بالا» توصیف کردند. برمر اعلام کرد که صدام را به‌زودی محاکمه خواهد کرد ولی جزئیات محاکمهٔ وی را اعلام نکرد. اعضای حکومت ائتلاف موقت عراق پس از گفتگو با وی اعلام کردند که او از گذشتهٔ خود پشیمان نیست و معتقد است که تنها یک «حاکم سخت‌گیر» بوده است.
بعدها این‌چنین اعلام شد که مکان اختفای وی با اعتراف یکی از دستگیرشدگان به دست آمد.
واحدهایی که در دستگیری وی دخالت داشتند عبارت بودند از تیپ یک ارتش، رستهٔ چهارم پیاده‌نظام و بسیاری از سربازان عملیات‌های ویژه. نام این عملیات در پروندهٔ سربازانی که در آن شرکت داشتند ثبت شد و از طرف ارتش آمریکا به تمامی آن‌ها جوایزی اعطاء گردید.

### وضعیت صدام در حبس
در تاریخ ۲۰ مارس ۲۰۰۵ روزنامه‌های سان انگلیس و نیویورک پست که توسط روپرت مرداک اداره می‌شوند، عکسی از صدام را در زندان در حالی‌که تنها یک زیرشلواری به پا داشت، با عنوان «ستمگر با زیرشلواری» چاپ کردند. صفحهٔ سوم این روزنامه که معمولاً اختصاص به نمایش دختران مدل نیمه‌عریان دارد، صدام حسین را در حالی‌که با یک زیرشلواری سفید در حال شستن لباس است نشان می‌داد. در عنوان این صفحه نوشته شده بود: «شخصیتی رقت‌انگیز در حال شستن شلوارش در زندان. (...) اکنون او روی یک چهارپایهٔ کوچک پلاستیکی صورتی می‌نشیند و وظایف یک زن رخت‌شو را انجام می‌دهد.» این عکس‌ها که گفته می‌شد «توسط منابع نظامی آمریکا، برای تخریب روحیهٔ شورشیان عراقی تهیه شده بود» مجوز رسمی انتشار نداشتند. ترنت دافی مشاور مطبوعاتی بوش اعلام کرد که این عکس‌ها تخلف آشکار از رهنمودهای وزارت دفاع و به احتمال قوی مغایر با معاهدهٔ ژنو برای رفتار با انسان‌های دربند هستند. ارتش آمریکا اعلام کرد به‌شدت به دنبال عوامل انتشار عکس‌های صدام خواهد بود. وی در زمان حضور در زندان می‌توانست تنیس روی میز بازی کند یا از تردمیل استفاده کند. همچنین وی می‌توانست هر نوع سیگاری را که تمایل دارد مصرف کند.
در سال ۲۰۰۵ مجلهٔ جی‌کیو با چهار تن از نگهبانان ملی آمریکا که از اهالی پنسیلوانیا بودند و مسئولیت نگهبانی از صدام را بر عهده داشتند مصاحبه‌ای انجام داد. آن‌ها گفتند که صدام گهگاه با انگلیسی شکسته می‌گفت: «ریگان و من، خوب… کلینتون، خوب. بوش پدر و پسر، بد.» صدام دربارهٔ این‌که چطور ریگان «هواپیما و بالگرد» به او فروخته و «کمک‌های نقدی برای جنگ با ایران» به او داده است با آن‌ها سخن گفته بود. او همچنین به آن‌ها گفته بود «آرزو دارم اوضاع به همان وضع دوران رونالد ریگان برگردد.»

### محاکمه

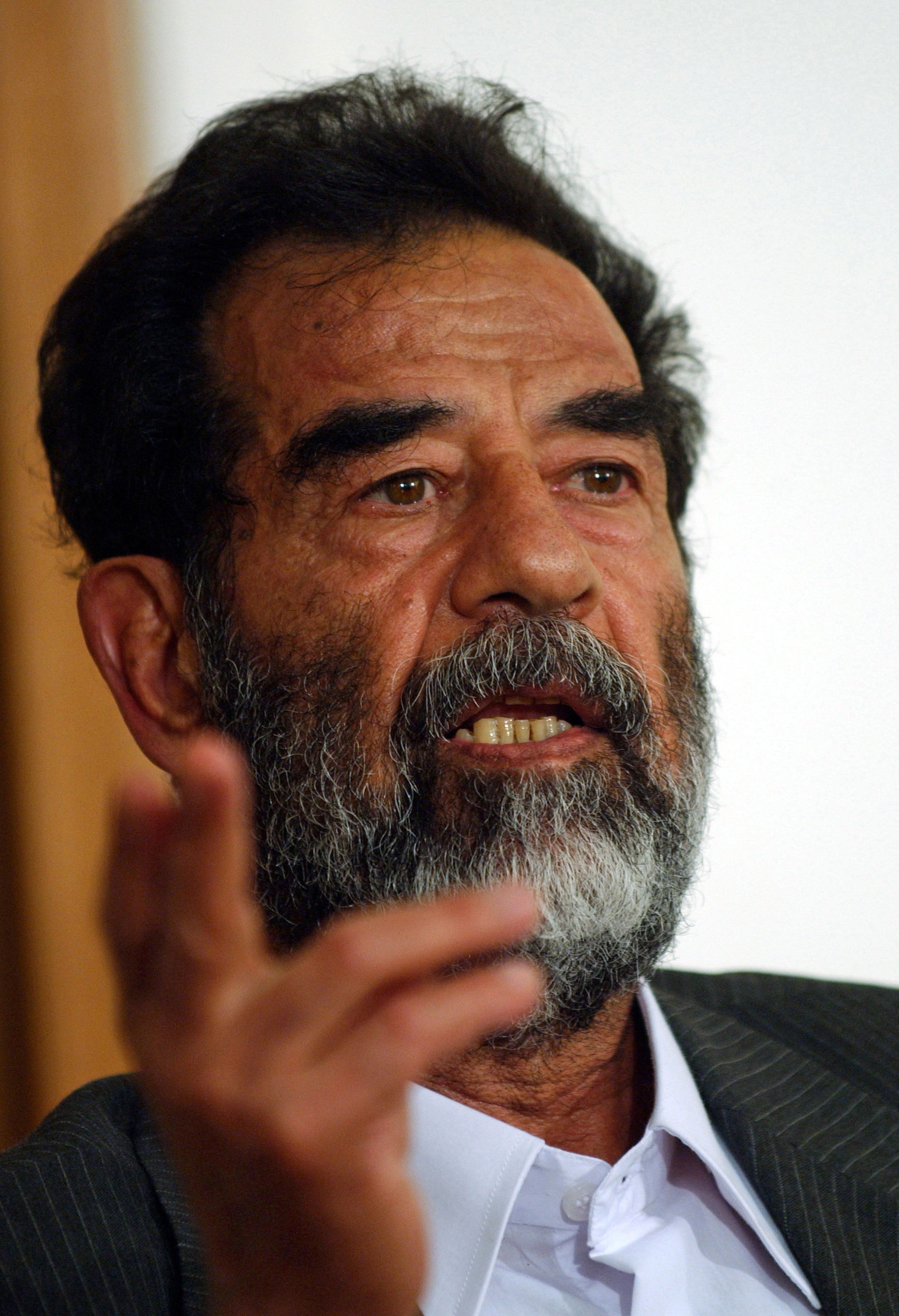
صدام در دادگاه

صدام حسین در تاریخ ۹ تیر ۱۳۸۳ (درحالی‌که هنوز در اردوگاه کراپر در بغداد نگه‌داری می‌شد) به همراه ۱۱ تن از سران حزب بعث به‌صورت حقوقی (و نه به صورت فیزیکی، زیرا در آن زمان زندان‌های کافی و امنی برای نگه‌داری از آن‌ها در عراق وجود نداشت) تحویل دولت موقت عراق شد تا به اتهام جرایم جنگی، جنایات علیه بشریت و قتل‌عام محاکمه گردد. قرار شد تا در طول این محاکمه توجه ویژه‌ای به فعالیت‌های وحشیانهٔ وی علیه کردهای شمال عراق در طول جنگ با ایران و علیه شیعیان جنوب در خلال سال‌های ۱۹۹۱ تا ۱۹۹۹ بشود.
نخستین استماع دادرسی پروندهٔ صدام در تاریخ ۱۰ تیر ۱۳۸۳ در دادگاه ویژهٔ رسیدگی به جرائم سران عراق انجام شد. کمی بعد، تصاویر این دادرسی روی شبکه‌های تلویزیونی عربی و غربی پخش شد. این نخستین تصویر وی پس از دستگیری توسط نیروهای آمریکایی بود.
صدام ۶۷ ساله در طول ۲۶ دقیقه دادرسی، اعتماد به نفس و شهامت بالایی از خود نشان داد. صدام، قانونی بودن دادگاه را مورد سؤال قرار داد. او دادگاه را «بازیچهٔ بوش برای رأی آوردن در انتخابات آمریکا» خواند. صدام تمامی اتهامات وارده را به‌شدت رد کرد و گفت: «همهٔ این‌ها نمایش است. مجرم اصلی بوش است.» هنگامی که قاضی از او خواست تا خود را معرفی کند او پاسخ داد: «من صدام حسین عبدالمجید، رئیس‌جمهور عراق هستم. من هنوز هم رئیس‌جمهور عراق هستم و اشغالگران نمی‌توانند آن را انکار کنند.»
صدام در طول بازرسی از حملهٔ عراق به کویت در سال ۱۹۹۰ دفاع کرده و حاکمان کویت را «سگ» خطاب کرد. این جمله باعث شد که قاضی نسبت به استفاده از واژه‌های توهین‌آمیز در دادگاه به او تذکر بدهد. کمی بعد در همان روز، ابوالحسن وزیر ارتباطات کویت اعلام کرد که «از صدام انتظار می‌رفت که این‌چنین سخن بگوید.» صدام حسین برخلاف حاکمان محافظه‌کار خلیج فارس، در محیطی بیابانی و روستایی به دنیا آمده است.
با این‌که در روز استماع دادرسی در روز ۱ ژوئیه هیچ وکیل مدافعی در دادگاه وجود نداشت، ولی ساجده طلفاح همسر اول صدام، یک گروه ۲۰ نفرهٔ چندملیتی به ریاست محمد رشدان (اردنی) و متشکل از عایشه قذافی (لیبیایی)، کورتیس دوبلر (آمریکایی)، امانوئل لودوت (فرانسوی)، مارک هنزلین (سوییسی)، جیووانی دی استفانو (ایتالیایی) و چند تن دیگر را برای دفاع از صدام استخدام کرده بود. هنگامی که دادرسی به پایان رسید، رهبر مخلوع عراق حاضر به امضای برگهٔ تأیید تفهیم اتهامات خود نشد. این‌طور گفته می‌شود که صدام طی دیداری با دونالد رامسفلد در سال ۲۰۰۵ پیشنهاد آزادی خویش مشروط بر اعلام آتش‌بس با نیروهای ائتلاف را رد کرده است.
دادگاه ویژه در تاریخ ۲۷ تیر ۱۳۸۴ صدام را متهم به کشتار اهالی دجیل به بهانهٔ همکاری آن‌ها در ترور وی در سال ۱۹۸۲ کرد. خانوادهٔ صدام در تاریخ ۱۷ مرداد ۱۳۸۴ اعلام کردند که تیم وکلای صدام را منحل کرده و تنها عضو عراقی این گروه به‌نام خلیل الدلیمی به‌عنوان مشاور حقوقی به کار خود ادامه خواهد داد.
سرانجام صدام در تاریخ یکشنبه ۱۴ آبان ۱۳۸۵ به اعدام با طناب دار محکوم شد. ادعای وی مبنی بر این‌که هنوز هم یک نظامی است و در صورت اثبات جرم، باید تیرباران شود، از سوی دادگاه، نادیده گرفته شد. از انتقاداتی که به نحوهٔ محاکمه صدام وارد است عدم طرح پروندهٔ جنگ علیه ایران بود که می‌توانست به ابعاد وسیع‌تری از اتهامات علیه وی و از جمله تجاوز و آغاز جنگ و جنایت جنگی علیه غیرنظامیان ایرانی منجر شود. گزارشی از فعالیت یا حضور نمایندهٔ ایران به‌عنوان شاکی در دسترس نیست.

## اعدام
صدام حسین در تاریخ ۳۰ دسامبر ۲۰۰۶ و در ساعت ۶:۰۷ به وقت محلی به دار آویخته شد. مراسم اعدام وی در اردوگاه عدالت که منطقه‌ای محافظت‌شده در شمال بغداد است و زمانی توسط خود صدام برای شکنجه و اعدام شهروندان عراقی استفاده می‌شد اجرا شد. در هنگام اعدام او طرفداران مقتدی صدر و محمدباقر صدر حضور داشتند و موفق الربیعی رئیس سازمان امنیت دولت جدید، اجرای اعدام را به عهده داشت. آن‌ها برای او آرزوی واصل شدن به جهنم کردند. صدام خونسرد و متبسم بود و شروع به خواندن شهادتین کرد. بار دوم و قبل اتمام آن اهرم کشیده شد و او که پاهایش نیز بسته بود شروع به تقلا کرد ولی زیاد طول نکشید. جنازهٔ او با بالگرد به دفتر نوری مالکی منتقل شد.
خونسردی (و تبسم احتمالی) وی در زمان اعدام ناشی از تزریق آرامبخش قوی دانسته می‌شود. در گزارشی که از تلویزیون العراقیه و سایت‌ها پخش شد از قول یک ژنرال آمریکایی نقل شده که: صدام در آخرین ساعات عمر خود التماس می‌کرد که به او اجازه گفتگو با یک مقام آمریکایی داده شود تا طرح‌های خود را برای کشور عراق ارائه دهد. این ژنرال آمریکایی در تشریح آخرین ساعات عمر صدام گفت: صدام در نیمه‌شب پیش از اعدام، دچار لرزش شدیدی شد به‌طوری‌که نمی‌توانست بر خودش مسلط شود. یک پزشک نظامی برای معاینهٔ وی حاضر شد و به صدام داروی آرام‌بخش تزریق کرد و به این ترتیب وی کمی آرام شد.
خلیل الدلیمی رئیس تیم وکلای صدام حسین در مصاحبه با برنامه الذاکرة السیاسیة (حافظه سیاسی) که در ۱۹ خرداد ۱۴۰۲ از شبکه العربیه پخش شد مدعی گردید که دو افسر اطلاعاتی ایرانی در مراسم اعدام صدام حاضر بودند و عمداً فارسی حرف می‌زدند تا ثابت کنند «این ما ایرانی‌ها بودیم که تو را محاکمه کردیم… و این مجازات جنگ هشت ساله است». او در ادامه احتمال داد که هدف دیگر آن‌ها از حضور در این مراسم اطمینان یافتن از هویت واقعی صدام هنگام اعدام بوده است.
با وجود گفته‌های ضد و نقیض مسئولان عراقی در مورد جایگاه و شیوهٔ خاکسپاری صدام، سرانجام جنازه او را برای تدفین در روستای محل تولدش به نام العوجه در تکریت به سران عشیرهٔ بوناصر تحویل دادند. جسد صدام حسین نزدیک محل دفن پسرانش قصی و عدی به خاک سپرده شد.
او در بازجویی‌های پیش از اعدامش دربارهٔ حملات شیمیایی به ایران و کردها گفت: «کشتار کردها و ایرانیان با سلاح‌های شیمیایی یک ضرورت بود که شخصاً دستور آن را صادر کردم.»
در مارس ۲۰۱۵ مقبرهٔ او در جریان درگیری نیروهای دولت عراق در جنگ با داعش در تکریت تخریب شد.

## برای مطالعهٔ بیشتر
- Al-Ani, Abdul-Haq (2008). The Trial of Saddam Hussein. Clarity Press. ISBN 978-0-932863-58-4.
- Ashton, Nigel; Gibson, Bryan, eds. (2013). The Iran-Iraq War: New International Perspectives. Routledge. doi:10.4324/9780203074787. ISBN 978-0-415-68524-5.
- Balaghi, Shiva (2008). Saddam Hussein: A Biography. Greenwich Press. ISBN 978-0-313-33077-3.
- Baram, Amatzia (2014). Saddam Husayn and Islam, 1968–2003: Ba'thi Iraq from Secularism to Faith. Woodrow Wilson Center Press/Johns Hopkins University Press. ISBN 978-1-4214-1582-6.
- Bozo, Frédéric (2016). A History of the Iraq Crisis: France, the United States, and Iraq 1991–2003. Translated by Emanuel, Susan. Woodrow Wilson Center Press/Columbia University Press. ISBN 978-0-231-70444-1.
- Braut-Hegghammer, Målfrid (Summer 2020). "Cheater's Dilemma: Iraq, Weapons of Mass Destruction, and the Path to War". International Security. 45 (1): 51–89. doi:10.1162/isec_a_00382. hdl:10852/85353.
- Faust, Aaron M. (2015). The Ba'thification of Iraq: Saddam Hussein's Totalitarianism. University of Texas Press. ISBN 978-1-4773-0557-7.
- Gibson, Bryan R. (2015). Sold Out? US Foreign Policy, Iraq, the Kurds, and the Cold War. Palgrave Macmillan. ISBN 978-1-137-48711-7.
- Karsh, Efraim; Rautsi, Inari (2002). Saddam Hussein: A Political Biography. Grove Press. ISBN 978-0-8021-3978-8 – via the Internet Archive.
- MacKey, Sandra (2003). The Reckoning: Iraq and the Legacy of Saddam Hussein. W. W. Norton & Company. ISBN 978-0-393-32428-0.
- Makiya, Kanan (1998). Republic of Fear: The Politics of Modern Iraq (Updated ed.). University of California Press. ISBN 978-0-520-21439-2.
- Murray, Williamson; Woods, Kevin M. (2014). The Iran–Iraq War: A Military and Strategic History. Cambridge University Press. ISBN 978-1-107-06229-0.
- Newton, Michael A.; Scharf, Michael P. (2008). Enemy of the State: The Trial and Execution of Saddam Hussein. St. Martin's Press. ISBN 978-0-312-38556-9.
- Sassoon, Joseph (2011). Saddam Hussein's Ba'th Party: Inside an Authoritarian Regime. Cambridge University Press. ISBN 978-0-521-14915-0.